# Evolvens

Körevolvens

Egy görbe evolvense egy sima görbe, melyet úgy kapunk, hogy a görbére felcsévélünk egy fonalat, majd mindig feszesen tartva lecsévéljük róla. Végpontjának pályája a görbe evolvensét írja le. Az evolvens olyan ruletta, amelynél a legördülő elem egyenes, melynek egy adott pontja generálja az evolvenst.
Analitikailag: ha a  {\displaystyle r:\mathbb {R} \to \mathbb {R} ^{n}} függvény a görbe természetes parametrikus alakja (vagyis {\displaystyle |r^{\prime }(s)|=1} minden s-re), akkor
az evolvens parametrikus alakja:
{\displaystyle t\mapsto r(t)-tr^{\prime }(t)}
Egy parametrikus egyenleteivel definiált görbe evolvensének egyenletei:
{\displaystyle X[x,y]=x-{\frac {x'\int _{a}^{t}{\sqrt {x'^{2}+y'^{2}}}\,dt}{\sqrt {x'^{2}+y'^{2}}}}}
{\displaystyle Y[x,y]=y-{\frac {y'\int _{a}^{t}{\sqrt {x'^{2}+y'^{2}}}\,dt}{\sqrt {x'^{2}+y'^{2}}}}}

## Példák

### Körevolvens

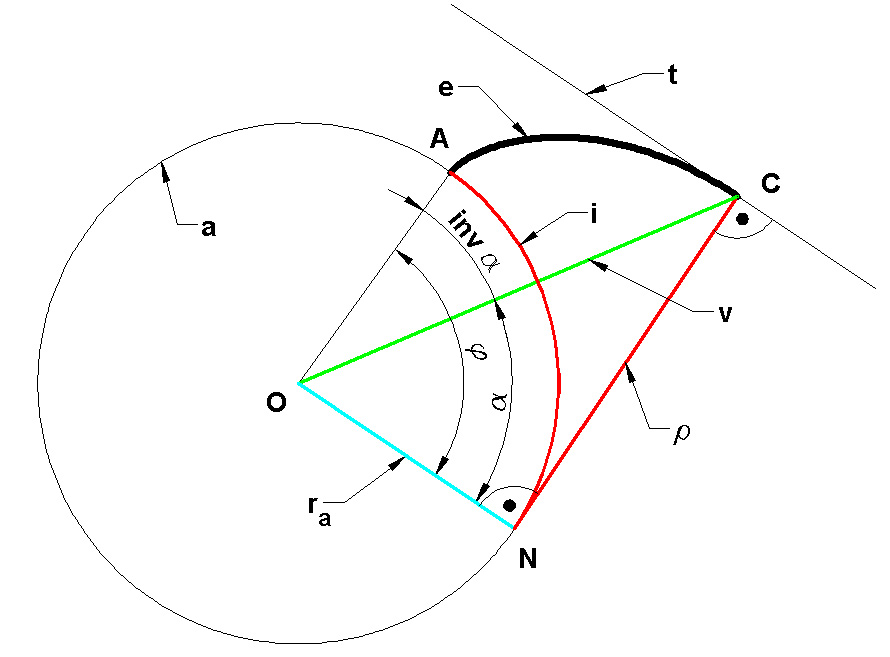
Körevolvens
A – alappont,
a – alapkör,
e – evolvens,
i = ρ – ív,
t – érintő,
v – vezérsugár,
ρ – görbületi sugár – lefejtő sugár

A kör evolvense egy spirális görbe. Derékszögű koordináta-rendszerben a görbe egyenletrendszere:
{\displaystyle x={\frac {}{}}a(\cos t+t\sin t)}
{\displaystyle y={\frac {}{}}a(\sin t-t\cos t)}
Ahol t a szög és a a kör sugara.
A körevolvens ívhossza:
{\displaystyle s={\widehat {AP}}={\frac {\rho ^{2}}{2a}}={\frac {at^{2}}{2}}={\frac {r^{2}-a^{2}}{2a}}}
A görbületi kör sugara:
{\displaystyle \rho ={\overline {PT}}=at\,}
Az APO szektor területe:
{\displaystyle T={\frac {a^{2}t^{3}}{6}}={\frac {\rho s}{3}}}
Az x tengelyt a görbe az {\displaystyle x={\frac {a}{\cos \varphi _{0}}}} abszcisszánál metszi, ahol {\displaystyle \varphi _{0}} a {\displaystyle \tan \varphi =\varphi } egyenlet gyöke.
A körevolvensnek nagy jelentősége van a fogaskerekes hajtóműveknél: a jelenleg gyártott fogaskerekek túlnyomó részénél evolvens fogazatot használnak. A fogaskerék geometriai számításainál az alábbi egyenleteket használják:
{\displaystyle {\text{inv}}\alpha ={\frac {}{}}\tan \alpha -\alpha }
{\displaystyle r={\frac {r_{a}}{\cos \alpha }}}
ahol az egyes jelölések az ábra szerintiek. Itt ra az alapkör sugara, α a lefejtőszög, inv α pedig az evolvensszög.

### Láncgörbeevolvense
A láncgörbe csúcspontjából kiinduló evolvense egy traktrix. Derékszögű koordinátákkal kifejezve a görbe egyenlete:
{\displaystyle x=t-\tanh(t)\,}
{\displaystyle y={\rm {sech(t)\,}}}
ahol t a szög, sech pedig a szekánshiperbolikus (1/cosh(x)) függvény.
Deriváltja:
Mivel {\displaystyle r(s)=(\sinh ^{-1}(s),\cosh(\sinh ^{-1}(s)))\,} írhatjuk, hogy {\displaystyle r^{\prime }(s)=(1,s)/{\sqrt {1+s^{2}}}\,} és
{\displaystyle r(t)-tr^{\prime }(t)=(\sinh ^{-1}(t)-t/{\sqrt {1+t^{2}}},1/{\sqrt {1+t^{2}}})}
behelyettesítve {\displaystyle t={\sqrt {1-y^{2}}}/y} kifejezést:
{\displaystyle ({\rm {sech}}^{-1}(y)-{\sqrt {1-y^{2}}},y)}

### Cikloisevolvense
A ciklois egyik evolvense egy kongruens ciklois. Derékszögű koordinátákat alkalmazva a görbe egyenletrendszere:
{\displaystyle x=a(t+\sin(t))\,}
{\displaystyle y=a(3+\cos(t))\,}
ahol t a szög és a sugár.

## Evolúta
Egy síkgörbe görbületi középpontjainak mértani helyét a görbe evolútájának nevezik. Ez egyben a görbe normálisainak burkológörbéje is. Ha a {\displaystyle \Gamma _{2}} görbe a {\displaystyle \Gamma _{1}} görbének evolútája, akkor {\displaystyle \Gamma _{1}} a {\displaystyle \Gamma _{2}} görbének evolvense. Adott evolútához végtelen sok görbéből álló evolvenssereg tartozik, ezek a lefejtő fonál eredeti hosszában különböznek egymástól. Adott alapkörhöz tartozó körevolvensek egybevágóak.

## Külső hivatkozások
- Mathworld